# François Sylvius
 (juillet 2020).
La mise en forme du texte ne suit pas les recommandations de Wikipédia : il faut le « wikifier ».
Les points d'amélioration suivants sont les cas les plus fréquents :
- Les titres sont pré-formatés par le logiciel. Ils ne sont ni en capitales, ni en gras.
- Le texte ne doit pas être écrit en capitales (les noms de famille non plus), ni en gras, ni en italique, ni en « petit »…
- Le gras n'est utilisé que pour surligner le titre de l'article dans l'introduction, une seule fois.
- L'italique est rarement utilisé : mots en langue étrangère, titres d'œuvres, noms de bateaux, etc.
- Les citations ne sont pas en italique mais en corps de texte normal. Elles sont entourées par des guillemets français : « et ».
- Les listes à puces sont à éviter, des paragraphes rédigés étant largement préférés. Les tableaux sont à réserver à la présentation de données structurées (résultats, etc.).
- Les appels de note de bas de page (petits chiffres en exposant, introduits par l'outil «  Source ») sont à placer entre la fin de phrase et le point final[comme ça].
- Les liens internes (vers d'autres articles de Wikipédia) sont à choisir avec parcimonie. Créez des liens vers des articles approfondissant le sujet. Les termes génériques sans rapport avec le sujet sont à éviter, ainsi que les répétitions de liens vers un même terme.
- Les liens externes sont à placer uniquement dans une section « Liens externes », à la fin de l'article. Ces liens sont à choisir avec parcimonie suivant les règles définies. Si un lien sert de source à l'article, son insertion dans le texte est à faire par les notes de bas de page.
- La présentation des références doit suivre les conventions bibliographiques. Il est recommandé d'utiliser les modèles {{Ouvrage}}, {{Chapitre}}, {{Article}}, {{Lien web}} et/ou {{Bibliographie}}. Le mode d'édition visuel peut mettre en forme automatiquement les références.
- Insérer une infobox (cadre d'informations à droite) n'est pas obligatoire pour parachever la mise en page.

Pour une aide détaillée, merci de consulter Aide:Wikification.
Si vous pensez que ces points ont été résolus, vous pouvez retirer ce bandeau et améliorer la mise en forme d'un autre article.
Pour les articles homonymes, voir Sylvius.
François Du Bois, dit Sylvius, né en 1581 à Braine-le-Comte et décédé à Douai en 1649. Il fut professeur de philosophie et docteur en théologie à l'université de Douai. Il est aussi l'auteur de plusieurs ouvrages théologiques.

## Sa formation
François Du Bois naquit à Braine-le-Comte en 1581. Il est le fils de Guillaume Du Bois et de Marguerite de Compère surnommée Cop, de la noble famille des Druet, alliée dans la suite aux seigneurs de Ghistelles. La maison natale de Sylvius se situait à la Grand-Place de la ville au numéro 31. L'église Saint-Géry conserve d'ailleurs l'Ex-voto de ses parents. 
Très tôt, François Du Bois manifesta sa volonté d'approfondir ses connaissances. Il fit d'abord ses humanités au collège de Houdain à Mons. Puis il se rendit à l'université de Louvain afin d'étudier la philosophie comme élève de la pédagogie du château. C'est là qu'il y obtint le grade de maître ès arts. Enfin, il s'installa à Douai où il fut nommé professeur de philosophie au collège du Roi.

## Sa vie à Douai
Dans cette ville, François Du Bois logeait au séminaire des évêques de la province de Cambrai, fondé en 1586.
Tout en remplissant sa tâche de professeur de philosophie, il obtint dans le même temps une bourse d'études afin d'étudier la théologie. Il s'y livra avec une telle ardeur que le 9 novembre 1610, il fut proclamé docteur dans cette matière.
L'étendue de ses connaissances et sa personnalité bienveillante lui valut l'admiration des professeurs. Il en occupa même la première chaire de la faculté de théologie à partir du 20 septembre 1613 au moment du décès de son prédécesseur Guillaume Estius. 
Sylvius, fut ensuite nommé successivement président du séminaire provincial, chanoine et puis doyen de la collégiale Saint-Amé. Sa carrière culmina lorsqu'il devint, le 28 janvier 1622, vice-chancelier de l'université de Douai.
C'est à cette époque, entre 1620 et 1635, qu'il écrivit un commentaire en quatre volumes sur la Somme Théologique de saint Thomas d'Aquin. Ce travail lui a permis d'affirmer sa réputation en tant que théologien savant et érudit.

## Décès
François Du Bois meurt le 27 février 1649, il était âgé de soixante-neuf ans. Son corps, primitivement inhumé dans la nef de la cathédrale de Douai, fut transporté plus tard au milieu du chœur de la collégiale Saint-Pierre de cette même ville.  

## Héraldique, devise et portraits
Les armes de Sylvius étaient coupé au premier d'argent à trois lions de sable; au deuxième d'azur à une sirène d'argent accompagnée de trois étoiles de même. Et sa devise Ne nimis (Rien dans l'excès). Son portrait apparait dans la Bibliotheca belgica de Foppens (voir l'illustration ci-dessus) et en tête des premières éditions de son Commentaire sur saint Thomas. Sylvius est également représenté, ainsi que ses armoiries, dans un vitrail, datant de 1886, consacré à Notre-Dame de Pitié à l'église paroissiale de Braine-le-Comte. 

## Titres des ouvrages théologiques composés par Sylvius
- D. THOMAE AQUINATIS OPUSCULA. Duaci Petrus Borremannus. 1608-1609. Deux volumes in-12.
- EXPLICATIO DOCTRINAE SANCTI THOMAE AQUINATIS. Duaci, Marcu Wyon. 1609. Un volume in-4.
- LIBER SENTENTIARUM DE STATU HOMINIS POST PECCATUM. Duaci, Marcu Wyon. 1614. Un volume in-12.
- PASTORUM INSTRUCTIONES A SANCTO CAROLA BORROMEO. Duaci, Petrus Borremans. 1616. Un volume in-16 de 454 pages.
- COMMENTARII IN SUMMAM THEOLOGICAM SANCTI THOMAE AQUINATIS. Duaci, 1620-1635. Quatre volumes in-8.
- La règle de saint Benoist, mise en français. Douai, Marc Wyon. 1621. Un volume in-12.
- ORATIONES THEOLOGICAE. Duaci, Marcus Wyon. 1621. Un volume in-12 de 300 pages.
- SANCTI PETRI BINSFELDII ENCHIRIDION THEOLOGIAE PASTORALIS - Operâ Francisci Sylvii locupletatum. Duaci. 1622. Un volume n-16.
- ORATIO APOLOGETICA PRO D. THOMA AQUINATE. Duaci. 1624. Un volume in-12.
- OFFICIA PARVA SEPTEM. Duaci. 1628. un volume in-16.
- ORATIO DE SANCTISSIMA TRINITATE. Duaci, G. Patté. 1633. Un volume in-12.
- LIBRI SEX DE PRAECIPUIS FIDEI NOSTRAE ORTHOXAE CONTROVERSIIS. Duaci, G. Patté. 1638. Un volume in-4 de 510 pages sans les liminaires et les tables.
- COMMENTARIUS IN GENESIM. Duaci, G. Patté. 1639. Un volume in-4 de 720 pages sans les liminaires et les tables.
- SUMMA CONCILIORUM DUDUM COLLECTA PER BARTHOLOMAEUM CARANZA - additionibus Francisci Sylvii - illustrata. Duaci, G. Patté. 1629. Un volume in-8, imprimé plus tard à Louvain, Lyon et Paris.
- RESOLUTIONES VARIAE. Duaci, G. Patté. 1641. Un volume in-4 de 409 pages.
- COMMENTARIUS IN EXODUM. Duaci, G. Patté. 1644. Un volume in-4 de 519 pages.
- LITTERAE EXIMIORUM DD. GEORGII COLVENERII, Francisci Sylvii et Valentini Randour-scriptae 27 julii 1648, quibus testantur se Jansenii doctrinam semper proscriptam voluisse. Duaci. 1648. Un volume in-4.
- VERITAS ET AEQUITAS CENSURAE PONTIFICIAE PII V, GREGORII XIII, URBAN VIII, super articulis LXXVI damnatis, etc. Duaci, Vidua M. Wyon. 1649. Un volume in-8.
- EPISTOLA AD INTERNUNTIUM APOSTOLICAE SEDIS. Lettre écrite par Sylvius peu de temps avant sa mort.

Les commentaires sur la somme théologique et l’Écriture sainte, les traités théologiques et quelques opuscules inédits ont été réunis en six volumes in-folio par le Père Dominicain Norbert Delbecq et imprimés à Anvers chez Verdussen en 1698 sous le titre d'OPERA OMNIA.